# Децим Валерий Тавр Азиатик Катулл Мессалин
Децим Валерий Тавр Азиатик Катулл Мессалин (лат. Decimus Valerius Taurus Asiaticus Catullus Messalinus) — римский политик.
Азиатик был сыном богатого, знатного и влиятельного римского сенатора Марка Лоллия Паулина Валерия Азиатика Сатурнина и Валерии Катуллы Мессалины, происходившей из семьи консульского ранга. Родителями его отца были легат Децим Валерий Азиатик и Вителлия, дочь римского императора Вителлия от Галерии Фунданы. Имя Азиатика показывает, что он находился в родстве с консулом середины I века Титом Статилием Тавром Корвином; кроме того, он происходил от галльского сенатора и консула Децима Валерия Азиатика и его жены Лоллии Сатурнины. Также он был последним известным потомком брата поэта Гая Валерия Катулла. Он родился и вырос в Риме.
В 105 году, во время правления Траяна, Децим Валерий был членом коллегии Арвальских братьев. Согласно эпиграфическим свидетельствам, он пользовался уважением на острове Самосе и в Эфесе.
После смерти Азиатика в Эфесе были установлены две погребальные греческие надписи в его честь. 